# Eumerus vestitus
Eumerus vestitus är en tvåvingeart som beskrevs av Mario Bezzi 1912. Eumerus vestitus ingår i släktet månblomflugor, och familjen blomflugor. Inga underarter finns listade i Catalogue of Life.